# Vicente Arbiol

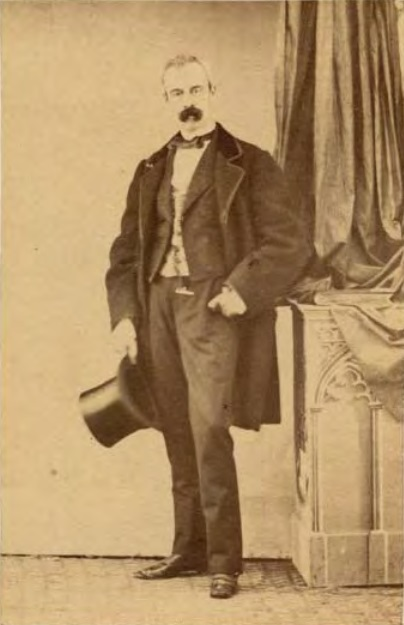
Vicente Arbiol y Rodríguez-Pardo (L. Gordon, 1863).

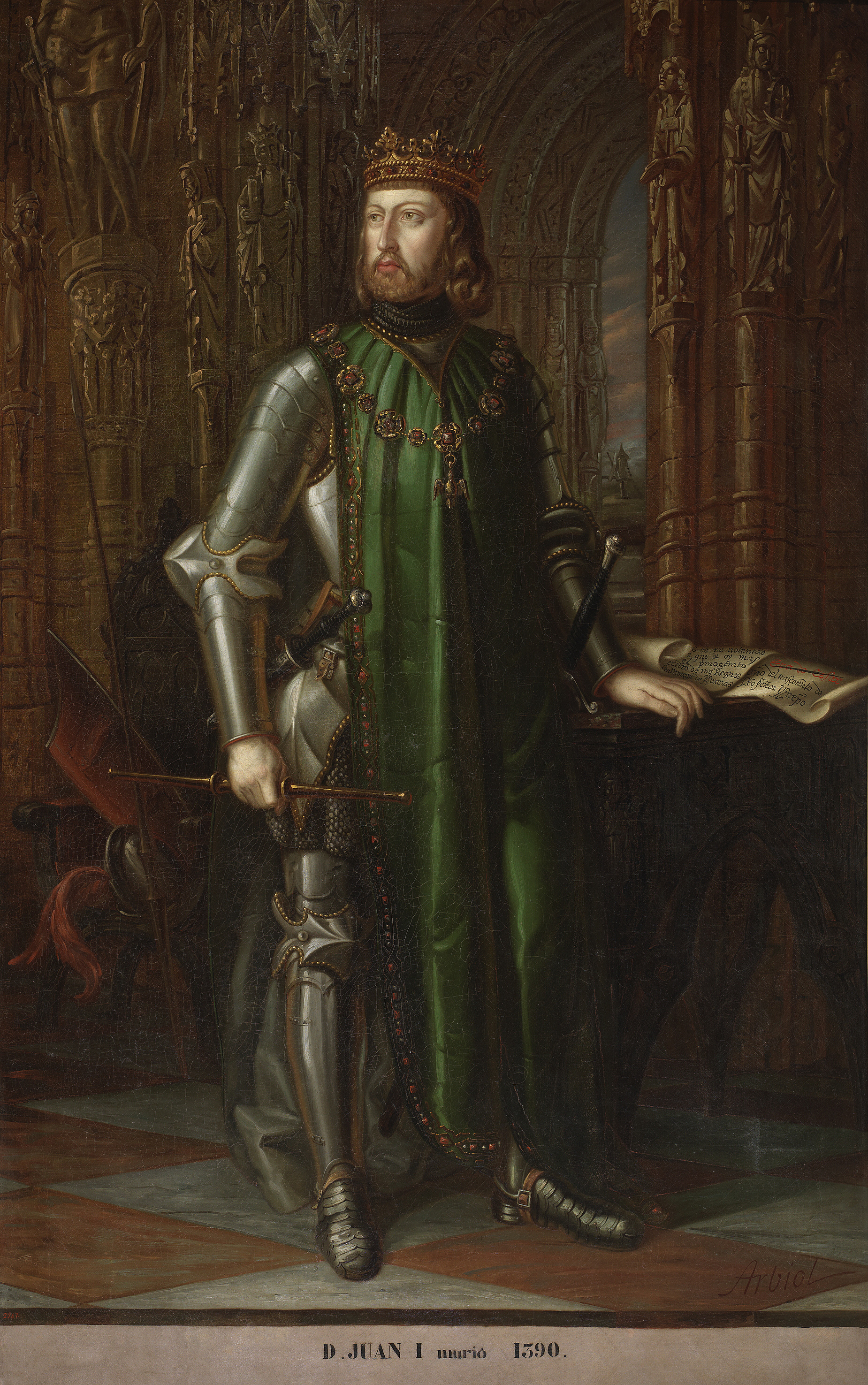
Cuadro representando a Juan I de Castilla, de Arbiol.

Vicente Arbiol y Rodríguez-Pardo (Madrid, 1812-Zaragoza, 10 de julio de 1876) fue un pintor, litógrafo e ilustrador español, que cultivó distintos géneros.

## Biografía
En 1832, con tan solo veinte años, se presentó al concurso para disputar los premios ofrecidos por la Real Academia de Bellas Artes de San Fernando. En esta primera ocasión, Arbiol consiguió el primer premio de segunda clase por sus méritos. Años más tarde, en las exposiciones de bellas artes llevadas a cabo en la sede de la academia, presentó diferentes obras; en la celebrada en 1838 por el Liceo Artístico y Literario de Madrid expuso Escenas chinescas, lienzo que adquirió la regente María Cristina de Borbón. Suyo es también el Retrato de D. Juan I, retrato imaginario del rey Juan I de Castilla, perteneciente a la serie cronológica de los reyes de España del Museo del Prado (actualmente en depósito en el Palacio de las Cortes), realizado en 1848 a petición del director del museo, José de Madrazo, por encargo de Isabel II. Colaboró, además, en muchas publicaciones de la época y ornamentó muchas residencias particulares en la capital de España. 
Fue académico de San Fernando, y correspondiente de esta academia en la de Oviedo y la de Zaragoza. En Asturias fue elegido miembro de la Academia de Bellas Artes de San Salvador y secretario de la misma, así como miembro de la comisión de monumentos históricos y artísticos de la ciudad. De su mano el grabado xilográfico tuvo una significativa implantación en la academia, y con él se formó el posterior litógrafo y fotógrafo, Jacobo Abruñedo Tuero. Por otro lado, en Zaragoza, se convirtió en profesor de la Escuela de Bellas Artes y académico de la Real de Bellas Artes de San Luis. Murió en Zaragoza el 10 de julio de 1876. Entre los muchos cuadros, bocetos y apuntes vendidos por sus herederos, figuraba un lienzo de grandes dimensiones representando la muerte de Moisés.